# Carlo Abate
 (mai 2019).
Si vous disposez d'ouvrages ou d'articles de référence ou si vous connaissez des sites web de qualité traitant du thème abordé ici, merci de compléter l'article en donnant les références utiles à sa vérifiabilité et en les liant à la section « Notes et références ».
Carlo Maria Abate, né le 10 juillet 1932 à Turin et mort le 29 avril 2019 dans la même ville, est un pilote automobile italien. 

## Carrière
Entre 1962 et 1963, Carlo Abate concourt en Formule 1 mais ne parvient pas à courir un des trois GP auxquels il s'est inscrit.
Il a remporté deux fois le Trophée d'Auvergne en Championnat du monde des voitures de sport, comme pilote, puis comme directeur d'écurie (1962, et 1963). 
Il s'est aussi imposé lors des Mille Miglia en 1959 avec Gianni Balzarini sur Ferrari 250 GT coupé, et dans la Targa Florio en Championnat du monde des voitures de sport 1963, associé alors au Suédois Joakim Bonnier sur Porsche 718 RS64.
Il meurt le 29 avril 2019. 

## Résultats en championnat du monde de Formule 1
| Saison | Écurie                        | Châssis              | Moteur                                        | Pneus  | GP disputés | Podiums | Points inscrits | Classement |
| ------ | ----------------------------- | -------------------- | --------------------------------------------- | ------ | ----------- | ------- | --------------- | ---------- |
| 1962   | Scuderia Republica di Venezia | Lotus 18 Lotus 18/21 | Coventry Climax V8 Coventry Climax 4 en ligne | Dunlop | 2           | 0       | 0               | n.c.       |
| 1963   | Comte G. Volpi                | Porsche 718          | Porsche 4 à plat                              | Dunlop | 1           | 0       | 0               | n.c.       |